# Willy Taminiaux
Pour les articles homonymes, voir Taminiaux.
Willy Taminiaux, né à Écaussinnes-d'Enghien le 17 décembre 1939 et mort le 22 décembre 2018, est un homme politique socialiste belge. 

## Carrière
Ancien instituteur, Willy Taminiaux a été sénateur, ministre wallon et communautaire, député wallon et président du Parlement de la Communauté française de Belgique.
Il siégea pendant la 47e législature de la Chambre des représentants (1988-1991). 
Willy Taminiaux est à l'origine du décret du 6 avril 1995 relatif à l'intégration des personnes handicapées.
Il est bourgmestre de la ville de La Louvière de 2000 à 2006.
À l'issue des élections communales du 8 octobre 2006, il renonce à son mandat de bourgmestre.
Il a également été président de l'Union des Villes et Communes de Wallonie, président de l'Union des Villes et Communes belges et membre du comité exécutif de CEGLU (Cités et Gouvernements Locaux Unis).

## Mandats politiques
- Sénateur (1985-1995)
  - Membre du Conseil régional wallon
- Conseiller communal de La Louvière (1989-2006)
  - Bourgmestre (2001-2006)
- Ministre wallon (1994-1995 et 1995-1999))
- Député wallon (1995, 1999-2000, 2001, 2004-2005)
- Ministre communautaire (2000)